# Diplomlehrgang
Ein Diplomlehrgang ist ein Lehrgang, der mit einem Diplom abschließt. Die Teilnehmer haben entweder eine Prüfung abzulegen oder eine Diplomarbeit abzugeben, um den Lehrgang abzuschließen.
Der Begriff Diplomlehrgang ist nicht geschützt und frei verwendbar, jedem Lehrgangsleiter steht es frei, seinen Lehrgang als Diplomlehrgang zu definieren.